# Папаконстантинова къща
Папаконстантиновата къща (на гръцки: Οικία Παπακωνσταντίνου) е къща, архитектурна забележителност в град Костур, Гърция.

## Местоположение
Къщата е разположена на улица „Капетан Лазос“ в южната махала Долца (Долцо).

## История
Сградата е построена в XIX век. В 1965 година сградата е обявена за паметник на културата.